# Igor Wladimirowitsch Misko
Igor Wladimirowitsch Misko (russisch Игорь Владимирович Мисько; * 24. Juli 1986 in Leningrad, Russische SFSR; † 6. Juli 2010 in Kolpino, Russland) war ein russischer Eishockeyspieler, der von 2005 bis 2010 bei SKA Sankt Petersburg in der Kontinentalen Hockey-Liga unter Vertrag stand. 

## Karriere
Igor Misko begann seine Karriere im Nachwuchs des Ischorez Sankt Petersburg und kam ab 2001 in der Herrenmannschaft des Clubs in der drittklassigen Perwaja Liga zum Einsatz. Danach folgten weitere Ausbildungsjahre beim HK Spartak Sankt Petersburg und Lokomotive Sankt Petersburg, bevor er ab 2005 ausschließlich beim SKA Sankt Petersburg zum Einsatz kam. Bis 2010 bestritt er über 200 Partien in der Superliga und KHL für SKA.
Nach Informationen seines Vereins verstarb Misko am 6. Juli 2010 an Herzversagen in seinem Auto. Er wurde am 9. Juli 2010 auf dem Friedhof in Kolpino beigesetzt.